# Black bloc

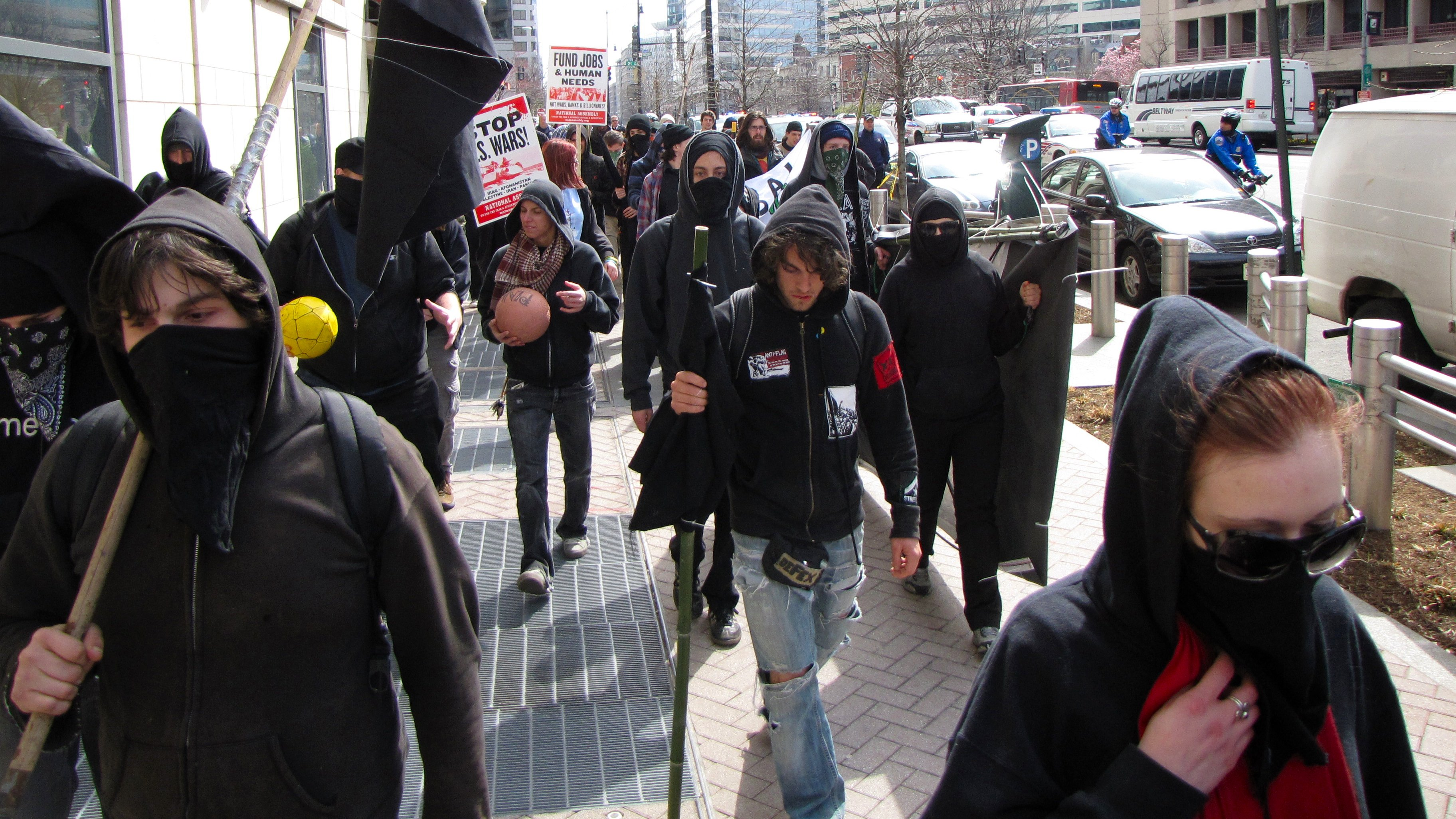
Un grup Black bloc într-un marș în apropierea Băncii Mondiale, în Washington, DC în 2009. Unii protestatari poartă glugi, permițând ca fețele lor să fie văzute, în timp ce alții folosesc eșarfe, ochelari de soare întunecați sau măști pentru a-și ascunde fețele cât mai mult posibil.

Black bloc este o tactică utilizată de grupuri de protestatari care poartă haine negre, eșarfe, ochelari de soare, măști de schi, căști de motocicletă cu căptușeală sau alte elemente de ascundere și de protecție a feței.  Îmbrăcămintea este folosită pentru a ascunde identitatea purtătorilor și pentru a împiedica urmărirea penală.  
Tactica este, de asemenea, folosită pentru a proteja fețele și ochii de spray-ul cu piper, care este folosit de către organele de drept în timpul protestelor sau tulburări civile. Tactica permite grupului să apară ca o masă unită mare. Participanții la Black bloc sunt adesea asociați cu anarhismul, mișcarea anti-globalizare sau antifascismul . 
Tactica a fost dezvoltată în anii '80 în protestele mișcărilor autonomiste europene  precum Okupa împotriva evacuărilor squatterilor, a energiei nucleare, și a restricțiilor cu privire la avort, precum și alte influențe.
Black bloc au câștigat o atenție sporită din partea mass-media în afara Europei în timpul protestelor din cadrul OMC din Seattle din 1999, când un Black bloc a deteriorat proprietatea Gap, Starbucks, Old Navy și alte clădiri de multinaționale din centrul orașului Seattle .  

## Istorie

### Origini vest-germane

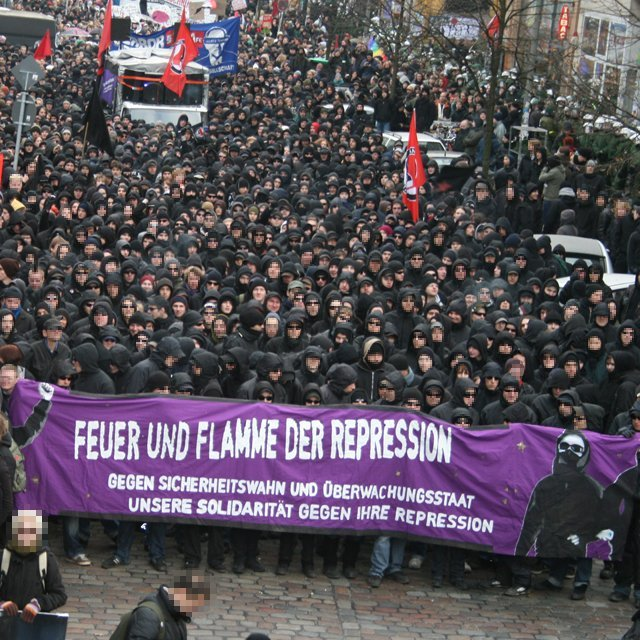
Black bloc antifascist din Germania. Pe pancartă: Focul și văpaia represiunii. Împotriva securitarianismului și a statului polițienesc. Solidaritatea noastră împotriva represiunii

Această tactică a fost dezvoltată ca răspuns la utilizarea sporită a forței de poliție după demonstrația din Brokdorf din 1977.   

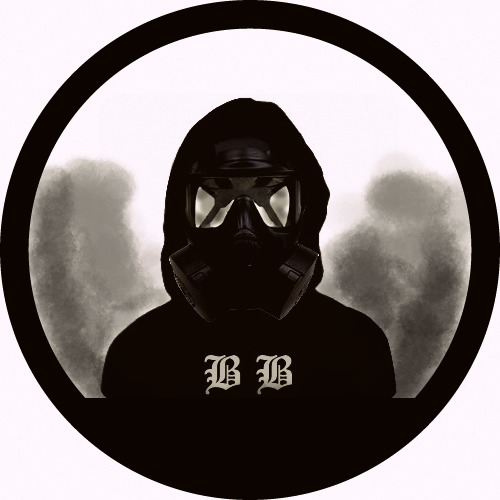
Imaginea unui Black bloc

La 1 mai 1987, demonstranții din Berlin-Kreuzberg s-au confruntat cu poliția vest-germană. După aceasta, mii de oameni au atacat poliția cu pietre, sticle și cocktail-uri Molotov. Revoltele la May Day-ul din Kreuzberg au devenit celebre, după ce poliția a trebuit să iasă complet din cartierul "SO 36" din Kreuzberg câteva ore, iar rebelii au spart magazinele și le-au jefuit și vandalizat împreună cu locuitorii. 
Când Ronald Reagan a venit la Berlin în iunie 1987, a fost întâmpinat de aproximativ 50.000 de demonstranți inclusiv un Blac bloc de 3.000 de persoane, care au protestat împotriva politicii sale în Războiul Rece. În noiembrie 1987, locuitorilor li s-au alăturat mii de alți protestatari care s-au fortificat în squat-uri (locuințe ocupate ilegal), au construit baricade pe străzi și s-au apărat împotriva poliției timp de aproape 24 de ore. După aceasta, autoritățile orașului au legalizat șederea squatterilor. 
La 1 mai 1988, grupurile radicale de stânga au organizat o manifestație de Ziua Muncii (1 Mai) prin Berlin-Kreuzberg, terminând cu revolte chiar mai grele decât în anul anterior. Poliția a fost atacată cu bile de oțel trase cu praștii, pietre, focuri de artificii și cocktail-uri Molotov. La 2 mai, titlul ziarului berlinez BZ a fost "Beirut?? Nein, das ist Berlin! " (Beirut?? Nu, e Berlin! ).  
Revoltele au devenit, în final, o tradiție în Berlin-Kreuzberg și s-au repetat, de atunci, la fiecare 1 Mai, dar nu la fel de dramatic ca în primii doi ani.  Atunci când Banca Mondială și Fondul Monetar Internațional s-au întrunit la Berlin în 1988, autonomii au găzduit o adunare internațională de activiști anti-capitaliști. Cifrându-se la aproximativ 80.000, protestatarii au depășit cu mult poliția. Funcționarii au încercat să mențină controlul prin interzicerea tuturor demonstrațiilor și atacarea adunărilor publice. Cu toate acestea, au fost revolte care au distrus zone comerciale supermarket .  

### Germania unificată

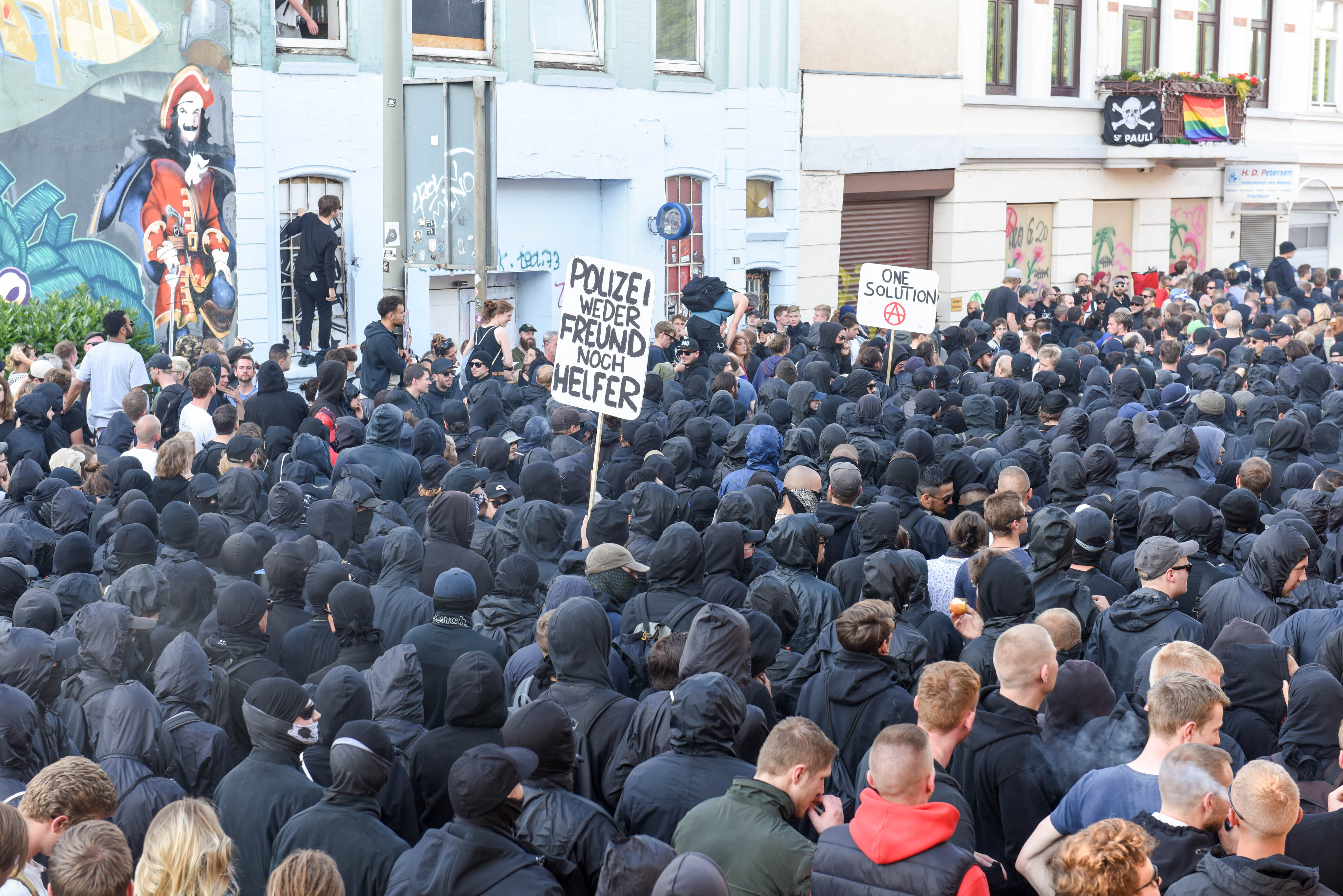
Parte a unui Black bloc la Hamburg, în timpul summitului G20

În perioada de după Zidul Berlinului, mișcarea Black blocului german a continuat revoltele tradiționale, cum ar fi Ziua de 1 Mai, la Berlin-Kreuzberg, dar cu o intensitate descrescândă. Principalul lor accent a devenit lupta împotriva popularității recurente a neonazismului în Germania. "Cotitura" a venit în iunie 2007, în cadrul celui de-al 33-lea summit G8. Un Black bloc de 2.000 de persoane a construit baricade, a incendiat mașini și au atacat poliția în timpul unei demonstrații în masă la Rostock.  400 de ofițeri de poliție au fost răniți și, de asemenea, aproximativ 500 de demonstranți și activiști. Potrivit Verfassungsschutz-ului (Biroul pentru Protecția Constituției), săptămânile înainte de organizăre a demonstrației și a revoltelor au reprezentat o renaștere pentru stânga militantă din Germania. De la "Bătălia de la Rostock", "demonstrații" de 1 mai la Berlin și din 2008 și în Hamburg au loc în fiecare an, violența autonomilor împotriva ofițerilor de poliție și a dușmanilor politici la demonstrațiile grupurilor stângi radicale au crescut dramatic. 

### Dezvoltare internațională

#### America de Nord

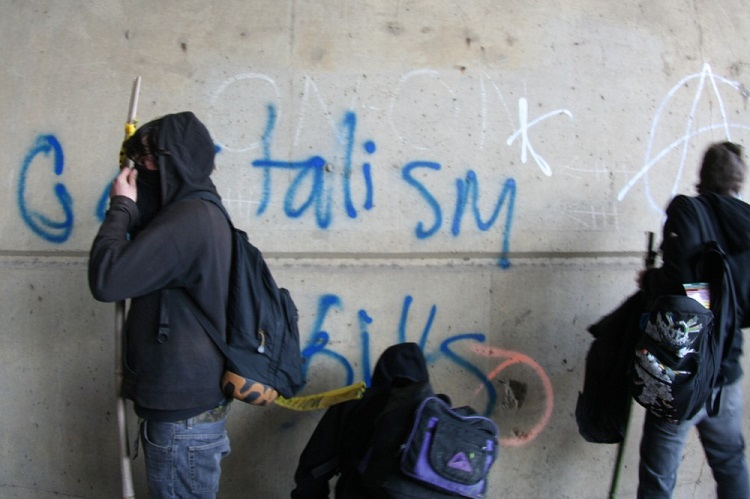
Membrii Black bloc pulverizează graffiti pe un perete în timpul Protestului contra războiului din Irak, la Washington, 21 martie 2009.

Prima utilizare a tacticii înregistrată în Statele Unite ale Americii a avut loc la Pentagon, la Washington, DC, la 17 octombrie 1988. Peste o mie de demonstranți - un număr mic format din Black bloc - au cerut încetarea sprijinului SUA pentru echipele morții de extremă dreaptă din El Salvador. Un Black bloc a provocat daune bunurilor GAP, Starbucks, Old Navy și a altor magazine cu amănuntul din centrul orașului Seattle în timpul demonstrațiilor anti-OMC din 1999.  Ele erau o caracteristică comună a protestelor ulterioare împotriva antiglobalizării . 

#### Brazilia
În timpul demonstrațiilor publice de masă din iunie-iulie 2013, grupuri de persoane care au folosit tactici Black Bloc au început să participe la demonstrații, în special cele care au avut loc de-a lungul străzii domiciliului guvernatorului statului Rio de Janeiro, Sérgio Cabral.   Poliția s-a confruntat cu acuzații de infiltrare a mișcării și că, uneori, acționează ca provocatori pentru începerea confruntărilor. Mulți protestatari susțin că filmările au arătat că un ofițer de poliție infiltrat a aruncat un cocktail molotov care a rănit un polițist, deși acest lucru a fost negat de poliție și nu a fost dovedit până în prezent (2017).  Violența împotriva protestatarilor a avut loc în mod regulat în timpul protestelor braziliene (în special în săptămâna 17-21 iunie), chiar dacă nu a fost legată de Black bloc sau de infiltrarea poliției.  

## Tactici
Tactica Black bloc include în primul rând vandalizarea proprietății private, revolte și demonstrații fără permis. Tacticile pot include, de asemenea, utilizarea de măsuri defensive, cum ar fi inducerea în eroare a autorităților, care asistă în evadarea persoanelor reținute de poliție ( „ne-arestări“ sau „de-arestări“), administrarea primului ajutor persoanelor afectate de gaze lacrimogene, gloanțe de cauciuc și alte măsuri de combatere a dezastrelor în zonele în care protestatarii nu pot intra, construiesc baricade, se opun poliției și practică solidaritatea în închisoare.    Distrugerea proprietăților tinde să aibă o semnificație simbolică: obiectivele comune includ bănci, clădiri instituționale, puncte de vânzare pentru corporații multinaționale, stații de benzină și camere video de supraveghere. 